# Pico/Aliso
Pico/Aliso to nadziemna stacja złotej linii metra w Los Angeles w dzielnicy Boyle Heights na wschód od śródmieścia Los Angeles. Stacja została oddana do eksploatacji w roku 2009 na nowym odcinku złotej linii znanym jako Gold Line Eastside Extension.

## Godziny kursowania
Tramwaje złotej linii kursuja codziennie w godzinach od 5.00 do 0.15.

## Opis stacji
Stacja składa się z jednej platformy zbudowanej pomiędzy jezdniami East 1st Street. Na stację prowadzą dwie rampy, jedna ze skrzyżowania East 1st Street z Utah Street, druga ze skrzyżowania East 1st Street z Anderson Street. Stacja położona jest w zachodniej części Boyle Heights. Instalacja artystyczna zdobiąca stację została przygotowana przez Roba Neilsona i nazywa się "About Face".

## Połączenia autobusowe
- Metro Local:30